# موتور حاجی جلال
موتور حاجی جلال روستایی در دهستان شورو بخش کورین شهرستان زاهدان استان سیستان و بلوچستان ایران است.

## جمعیت
بر پایه سرشماری عمومی نفوس و مسکن در سال ۱۳۹۵ جمعیت این روستا ۳۸ نفر (۱۰خانوار) بوده‌است.